# Victor Sanovec
Victor Sanovec (* 9. September 1943 in Olmütz, Protektorat Böhmen und Mähren) ist ein deutscher bildender Künstler.

## Leben
Victor Sanovec wurde 1943 in Olmütz in Tschechien geboren. 1968 flüchtete er während des Prager Frühlings nach Deutschland. Dort begann er 1969 sein Studium an der Städelschule in Frankfurt am Main, das er 1974 beendete.
Sanovec ist verheiratet und lebt in Frankfurt am Main.

## Werk
Sanovec wurde in den 1980er Jahren mit großformatigen Stoffarbeiten bekannt. Sie bestehen aus mit mehrfachen Lagen von Farben versteiften Stoffbahnen, die nach dem geometrischen Prinzip der gleichen Flächen gefaltet und gehängt werden. Die Werke sind beidseitig bemalt, aber nicht alle Seiten sind sichtbar. Durch starken Farbauftrag und Faltungen verleiht er seinen Arbeiten eine plastische Qualität. Sanovec beschäftigt sich sowohl in seinen Stoff- als auch Papierarbeiten vor allem mit Gegensätzen und deren Zusammenhang.
Aus der Arbeit mit Farbe und Raum entwickelte sich das Interesse des Künstlers an der Landschaft und deren Gestaltung durch den Menschen. Von 1996 bis 2001 inszenierte Victor Sanovec gemeinsam mit Barbara Fuchs das EU-Landschaftsprojekt Rheingarten in Oberwesel.

## Ausstellungen und Einzelwerke (Auswahl)
- 1987: Neugestaltung der Freireligiösen Gemeinde Offenbach am Main
- 1989: Ausstellung „Bilder für Neunkirchen“, Bürgerhaus, Neunkirchen
- 1996–2001: Projekt „Rheingarten“ (zusammen mit Barbara Fuchs)
- 1999: Installation „Lorbeerwall“, Alte Synagoge, Boppard
- 2000: Ausstellung und Installation „Blau für Salucci“, Stuttgart
- 2001: Ausstellung „El Jardin del Rhin“, NTPLC Salamanca
- 2002: Ausstellung „Landschaften“, Stiftung 1822-Forum, Frankfurt am Main
- 2006: Skulptur „TIERRAGUAIRE“, Salamanca/Huerta
- 2007: Ausstellung „Ausschnitt“, Landau
- 2008: Ausstellung „Malerei“, Synagoge Oberwesel
- 2009: Ausstellung „SKLENIK“, Museum Umeni, Olomouc, Tschechien
- 2010: GLUECK, Siebdruck (Entwurf für eine Skulptur in Oberwesel)
- 2011: Ausstellung „Relief“, Kunstraum Bernusstraße, Frankfurt am Main (Beteiligung)
- 2012: Ausstellung „1984/2012“, Kunstraum Bernusstraße, Frankfurt am Main
- 2014: Ausstellung „Spuren“, Heussenstamm-Galerie, Frankfurt am Main
- 2016: Ausstellung „Lebenslinien“, Galerie d'Hamè, Mülheim an der Ruhr
- 2017: Skulptur „Glück“, Oberwesel/Rhein

## Preise
- 1979: 2. Preis im Wettbewerb um die Gestaltung des Platzes vor der Alten Oper in Frankfurt am Main
- 1982: Jahreskunstpreis des Frankfurter Vereins für Künstlerhilfe
- 1986: Reinhold-Kurth-Preis (heute: 1822-Kunstpreis) der Stadtsparkasse Frankfurt am Main

## Veröffentlichungen von Victor Sanovec
- Thema Farbe. Städtische Galerie im Städel, Frankfurt am Main, 1985.
- Arbeiten auf Papier / Works on Paper. Herausgegeben vom Institut für moderne Kunst Nürnberg, 1990.
- Jüdische Kochschule. Verlag Gebrüder Kornmayer, Dreieich, 2011, ISBN 3-942051-24-9.